# Marsac-sur-l'Isle
Marsac-sur-l'Isle är en kommun i departementet Dordogne i regionen Nouvelle-Aquitaine i sydvästra Frankrike. Kommunen ligger i kantonen Périgueux-Ouest som tillhör arrondissementet Périgueux. År 2022 hade Marsac-sur-l'Isle 3 165 invånare.

## Befolkningsutveckling
Antalet invånare i kommunen Marsac-sur-l'Isle
Referens:INSEE